# 細小彈頭螺
細小彈頭螺（学名：Olivella fulgurata）为榧螺科小彈頭螺屬下的一个种。

## 扩展阅读
- 維基物種上的相關：細小彈頭螺